# Sheffield Shield 2013/14
Der Sheffield Shield 2013/14 war die 121. Saison des nationalen First-Class-Cricket-Wettbewerbes in Australien. Gewinner war New South Wales, die somit ihren 46. Sheffield Shield gewannen.

## Format
Die Mannschaften spielten in einer Division gegen jede andere jeweils zwei Spiele. Für einen Sieg erhielt ein Team zunächst 6 Punkte, für ein Unentschieden (beide Mannschaften erzielen die gleiche Anzahl an Runs) 3 Punkte. Sollte kein Ergebnis erreicht werden und das Spiel in einem Remis enden zählen die Resultate nach dem ersten Innings. Dabei gibt es zwei Punkte für einen Sieg, und einen Punkt im Falle eines Unentschiedens und keinen im Falle einer Niederlage. Sollte das Spiel nach dem zweiten Innings verloren werden, obwohl das erste Innings gewonnen wurde gibt es zwei Punkte. Bei Punktgleichheit wird die Platzierung zuerst nach der Anzahl der Siege und anschließend nach dem Quotient der Runs die Pro Wickets benötigt werden und die man selbst pro Wicket erzielt. Am Ende der Saison spielen die beiden Gruppenersten im Finale den Gewinner des Sheffield Shields aus.

## Resultate

### Gruppenphase
Tabelle
Die Tabelle der Saison nahm Ende die nachfolgende Gestalt an.
| Teams             | Sp. | S | N | U | R | LWF | DWF | DTF | DLF | ND | Punkte | Q     |
| ----------------- | --- | - | - | - | - | --- | --- | --- | --- | -- | ------ | ----- |
| New South Wales   | 10  | 4 | 2 | 0 | 0 | 1   | 3   | 0   | 0   | 0  | 32     | 1.065 |
| Western Australia | 10  | 4 | 2 | 0 | 0 | 1   | 0   | 0   | 3   | 0  | 26     | 1.026 |
| South Australia   | 10  | 3 | 1 | 0 | 0 | 1   | 3   | 0   | 2   | 0  | 26     | 1.004 |
| Queensland        | 10  | 3 | 2 | 0 | 0 | 0   | 3   | 0   | 2   | 0  | 24     | 1.141 |
| Tasmanien         | 10  | 3 | 3 | 0 | 0 | 1   | 1   | 0   | 2   | 0  | 22     | 1.003 |
| Victoria          | 10  | 1 | 4 | 0 | 0 | 0   | 2   | 0   | 3   | 0  | 10     | 0.789 |

### Spiele

#### Runde 1
| 30. Oktober – 2. November Scorecard | Sydney | New South Wales 288 (101.5) & 245 (72) | – | Tasmanien 239 (97.5) & 295-8 (86.2) |
|                                     |        | Tasmanien gewinnt mit 2 Wickets        |   |                                     |

| 30. Oktober – 2. November Scorecard | Adelaide | South Australia 387 (131) & 194-9 (71.5) | – | Queensland 465 (154) |
|                                     |          | Remis                                    |   |                      |

| 30. Oktober – 2. November Scorecard | Melbourne | Victoria 312 (88.4) & 338-8d (98) | – | Western Australia 270 (83.1) & 244-8 (103) |
|                                     |           | Remis                             |   |                                            |

#### Runde 2
| 6. – 9. November Scorecard | Brisbane | Tasmanien 407 (140.3) & 270-5d (79) | – | Queensland 303 (99.2) & 168-0 (42) |
|                            |          | Remis                               |   |                                    |

| 6. – 9. November Scorecard | Perth | South Australia 222 (68.4) & 326 (98.5) | – | Western Australia 230 (90.3) & 210 (70) |
|                            |       | South Australia gewinnt mit 108 Runs    |   |                                         |

| 6. – 9. November Scorecard | Melbourne | Victoria 236 (96) & 356-4d (122) | – | New South Wales 353 (94) & 94-0 (18) |
|                            |           | Remis                            |   |                                      |

#### Runde 3
| 13. – 16. November Scorecard | Brisbane | New South Wales 386 (98.1) & 270-8d (58) | – | Queensland 222 (67) & 284 (98.2) |
|                              |          | New South Wales gewinnt mit 150 Runs     |   |                                  |

| 13. – 16. November Scorecard | Adelaide | Western Australia 434 (132.2) & 202-3 (80) | – | South Australia 601 (161.4) |
|                              |          | Remis                                      |   |                             |

| 13. – 16. November Scorecard | Hobart | Victoria 383 (136.2) & 203-6d (48) | – | Tasmanien 250 (81.5) & 207 (65.1) |
|                              |        | Victoria gewinnt mit 129 Runs      |   |                                   |

#### Runde 4
| 22. – 25. November Scorecard | Perth | Western Australia 581-8d (142.2)                        | – | Tasmanien 198 (70.5) & 345 (95.4) (f/o) |
|                              |       | Western Australia gewinnt mit einem Innings und 38 Runs |   |                                         |

| 22. – 25. November Scorecard | Sydney | New South Wales 397-9d (125.1) & 221-9 (62.3) | – | Victoria 306 (96.1) & 123-3 (35) |
|                              |        | Remis                                         |   |                                  |

| 22. – 25. November Scorecard | Adelaide | Tasmanien 291 (127.2) & 390-7d (90) | – | South Australia 397 (110.3) & 208-5 (46) |
|                              |          | Remis                               |   |                                          |

#### Runde 5
| 29. November – 2. Dezember Scorecard | Perth | Western Australia 254 (80.2) & 447-5d (133.3) | – | Queensland 401 (118.4) & 81-2 (30) |
|                                      |       | Remis                                         |   |                                    |

| 29. November – 2. Dezember Scorecard | Hobart | Tasmanien 354 (113) & 164 (46.1)      | – | New South Wales 264 (103.2) & 255-4 (80.5) |
|                                      |        | New South Wales gewinnt mit 6 Wickets |   |                                            |

| 29. November – 2. Dezember Scorecard | Melbourne | Victoria 118 (45.3) & 404 (146.1)     | – | South Australia 343 (108.3) & 183-3 (45.1) |
|                                      |           | South Australia gewinnt mit 7 Wickets |   |                                            |

#### Runde 6
| 8. – 11. Dezember Scorecard | Brisbane | Queensland 382-8d (123.3) & 313-6d (67) | – | Victoria 371 (108.2) & 142 (49.5) |
|                             |          | Queensland gewinnt mit 182 Runs         |   |                                   |

| 8. – 11. Dezember Scorecard | Sydney | New South Wales 373 (93.3) & 148 (49.5) | – | South Australia 426 (136.2) & 100-4 (31.2) |
|                             |        | South Australia gewinnt mit 6 Wickets   |   |                                            |

| 8. – 11. Dezember Scorecard | Hobart | Western Australia 258 (89.5) & 187 (76.4) | – | Tasmanien 196 (47.1) & 166 (52.3) |
|                             |        | Western Australia gewinnt mit 84 Runs     |   |                                   |

#### Runde 7
| 12. – 15. Februar Scorecard | Brisbane | South Australia 403 (126) & 202-6d (49) | – | Queensland 135 (49.3) & 471-5 (143.2) |
|                             |          | Queensland gewinnt mit 5 Wickets        |   |                                       |

| 12. – 15. Februar Scorecard | Perth | Tasmanien 248 (72.5) & 286 (95)         | – | Western Australia 279 (93.3) & 259-6 (91.4) |
|                             |       | Western Australia gewinnt mit 4 Wickets |   |                                             |

| 12. – 15. Februar Scorecard | Sydney | Victoria 218 (50.1) & 186 (51.4)                      | – | New South Wales 452-9d (121) |
|                             |        | New South Wales gewinnt mit einem Innings und 48 Runs |   |                              |

#### Runde 8
| 20. – 23. Februar Scorecard | Perth | New South Wales 344 (107.5) & 126 (53.3) | – | Western Australia 462 (138.1) & 10-2 (2.1) |
|                             |       | Western Australia gewinnt mit 8 Wickets  |   |                                            |

| 20. – 23. Februar Scorecard | Adelaide | South Australia 511-6d (145) | – | Victoria 309 (98) & 334-7 (128) (f/o) |
|                             |          | Remis                        |   |                                       |

| 20. – 23. Februar Scorecard | Hobart | Tasmanien 350 (134.4) & 165-9d (62) | – | Queensland 183 (76.4) & 149 (50.4) |
|                             |        | Tasmanien gewinnt mit 183 Runs      |   |                                    |

#### Runde 9
| 3. – 6. März Scorecard | Brisbane | Queensland 391 (129) & 178-3d (50) | – | Western Australia 175 (72) & 144 (65.4) |
|                        |          | Queensland gewinnt mit 250 Runs    |   |                                         |

| 3. – 6. März Scorecard | Adelaide | South Australia 288 (105.2) & 280 (77) | – | New South Wales 292 (107) & 207-9 (87) |
|                        |          | Remis                                  |   |                                        |

| 3. – 6. März Scorecard | Melbourne | Tasmanien 206 (72) & 291-7 (145.4) | – | Victoria 523-9d (158.1) |
|                        |           | Remis                              |   |                         |

#### Runde 10
| 11. – 14. März Scorecard | Canberra | Western Australia 82 (35.4) & 316 (126) | – | New South Wales 186 (79.5) & 213-7 (78) |
|                          |          | New South Wales gewinnt mit 3 Wickets   |   |                                         |

| 11. – 14. März Scorecard | Hobart | South Australia 212 (55) & 123 (47.1)            | – | Tasmanien 651 (168.5) |
|                          |        | Tasmanien gewinnt mit einem Innings und 316 Runs |   |                       |

| 11. – 14. März Scorecard | Melbourne | Victoria 210 (83.3) & 314-2 (124) | – | Queensland 483-8d (156.1) |
|                          |           | Remis                             |   |                           |

### Finale
| 21. – 25. März Scorecard | Canberra | New South Wales 447 (168.5) & 197-4 (77) | – | Western Australia 180 (84.5) |
|                          |          | Remis                                    |   |                              |

Auf Grund des Remis wurde New South Wales zum Gewinner des Sheffield Shields erklärt.

## Statistiken

### Runs
Die meisten Runs der Saison wurden von den folgenden Spielern erzielt:
| Spieler       | Mannschaft        | Spiele | Innings | Runs | Average | HS   | 100s | 50s |
| ------------- | ----------------- | ------ | ------- | ---- | ------- | ---- | ---- | --- |
| Marcus North  | Western Australia | 10     | 17      | 886  | 63,38   | 145  | 3    | 5   |
| Tom Cooper    | South Australia   | 10     | 18      | 881  | 51,82   | 175  | 2    | 5   |
| Ryan Carters  | New South Wales   | 9      | 17      | 861  | 53,61   | 154  | 3    | 4   |
| Peter Forrest | Queensland        | 10     | 16      | 823  | 68,58   | 155* | 3    | 2   |
| Adam Voges    | Western Australia | 9      | 16      | 769  | 54,92   | 235* | 2    | 3   |

### Wickets
Die meisten Wickets der Saison wurden von den folgenden Spielern erzielt:
| Spieler           | Mannschaft        | Balls | Wickets | Average | BBI   | 5W |
| ----------------- | ----------------- | ----- | ------- | ------- | ----- | -- |
| Steve O’Keefe     | New South Wales   | 1.943 | 41      | 20,43   | 6/70  | 2  |
| Jason Behrendorff | Western Australia | 1.745 | 40      | 22,75   | 5/65  | 2  |
| James Hopes       | Queensland        | 2.295 | 38      | 24,28   | 6/40  | 3  |
| Michael Hogan     | Western Australia | 2.218 | 36      | 25,86   | 5/37  | 1  |
| Chadd Sayers      | South Australia   | 2.574 | 36      | 28,05   | 4/34  | 0  |
| Johan Botha       | South Australia   | 1.816 | 36      | 29,33   | 5/114 | 1  |